# 沈阳事件
沈阳事件是多名北京大学校友于2018年4月在网络实名举报时任北京大学中文系副教授，后为南京大学汉语言系主任，长江学者沈阳，性侵北京大学中文系本科女生高岩，致其于1998年自杀死亡的事件。

## 背景
当代高校的师生恋，更多的是与教师对学生进行潜规则、性骚扰、性侵之类的性丑闻夹杂一起，进入公众视线。相比美国在防范校园性骚扰方面日趋成熟的机制和程序，中国大部分教育體系还未建立类似完善的防骚扰机制，发生在校園的性骚扰常常会因为各种原因（例如学校维稳、导师压力）导致受害者不能出声，最后石沉大海。受害者在面临性骚扰甚至性侵时的应对手段较少，大部分只能通过网络爆料来得到舆论支持。
2017年10月因哈维·温斯坦性骚扰事件而兴起的#Me Too运动席卷全球，遭受过性骚扰的人们开始大量发声，其中也包括中国的学生。相继有河北传媒学院、对外经贸大学、南昌大学、北京航空航天大学等大学的学生举报教职人员的性骚扰行为。2018年4月5日，北京大学1995级社会学系学生李悠悠在豆瓣网撰文纪念她二十年前自杀的同学高岩，指控沈阳在北大中文系任教期间对高岩实施性侵，是造成高岩自杀的原因。由于沈阳未得到相应程度的处罚，此事引起了各方不同程度的热议。

## 沈阳其人
沈阳于1955年12月生于上海，中国共产党党员，曾在中国人民解放军服役十六年，从事文秘工作。
1986年，沈阳转业至上海，于同年考入华东师范大学中文系硕士班，在1987年获得华东师范大学学士学位，1990年获华东师范大学硕士学位。1993年，沈阳获北京大学博士学位，导师为陆俭明。博士毕业后，沈阳留在北京大学任教，于次年升为副教授，并担任北京大学人文特聘教授、北京大学中文系副主任。
2011年，沈阳由北京大学轉任南京大学文学院语言学系主任。2017年底，沈阳兼任上海师范大学光启讲席教授，在上海师范大学兼职授课，档案仍保留于南京大学。2018年时，沈阳成为长江学者特聘教授，南京大学文学院教授、南京大学文学院语言学系主任（2018年1月已卸任）、博士生导师；北京大学中文系兼职教授、北京大学中国语言学研究中心兼职研究员。
根据2018年5月9日流传到中国互联网上的一张“南京大学内部人士”提供的显示南京大学内部会议上通报内容的微信聊天截图，沈阳当兵时就曾因在军营嫖宿卖淫女被处分，并因此被勒令转业，这一处分也记在其档案里。通报还称，教育部因沈阳隐瞒这一处分决定而撤销他的“长江学者”称号并追回奖金。消息称，教育部在“五一”前就下发了处理意见给南京大学，但校方没有公开。

## 高岩之死
高岩生于1976年8月26日，母亲周树铭之前是北京育才中学的语文教师，父亲高石曾退休前曾经任职于北京市教研中心。据母亲周树铭的说法，高岩从小听话用功，小学毕业后保送升入北京师范大学附属中学，1995年考入北京大学中国语言文学系。1998年3月11日，高岩在家中打开煤气自杀。
李悠悠指称，沈阳“是直接的肇事者，是她自杀的始作俑者”，他多次性侵高岩，对高岩实施了强迫的性行为。据李悠悠《南京大学文学院语言学系主任、长江学者沈阳教授，女生高岩的死真的与你无关吗？》，高岩考入北大中文系后担任班级学习委员，当时沈阳在北大中文系教授现代汉语课程，指派高岩负责中文系文学、语言、文献三个班收作业、收钱等事务。那时北大文科院系（外国语专业除外）的大一学生都住在昌平园校区。高岩家住北京，通常周六下午回家，周日再赶回昌平园。李悠悠说，某一天高岩告诉她，沈阳向校车部门打了招呼，之后高岩可以搭乘教师班车去昌平园；高岩家住长安商场附近，沈阳家住三里河，每周一早上沈阳都在长安商场附近的人行天桥下等高岩，然后两人一起去坐教师班车。大一第一学期，高岩的成绩位列中文系第一名。据李悠悠说，大一第二学期的某一天，沈阳约她到他家中探讨语言学问题，并把作业送到他家里；高岩按约定时间登门，之后沈阳从背后抱了她，还吻了她的脸。李悠悠说，自此之后，高岩渐渐变得闷闷不乐，但第二学期的成绩仍然是中文系第一名。1996年夏天，高岩和同学们返回燕园校区。根据李悠悠的说法，大二上学期的某一天，高岩满眼泪水、吞吞吐吐地告诉她，沈阳“像饿狼一样向我身上扑过来”；之后，高岩陆陆续续告诉她，“沈阳脱光了她的衣服，对她做了她从未做过的事儿”，高岩非常害怕、痛苦；高岩说，她曾告诉沈阳，她不喜欢这样，要沈阳住手，而沈阳说是因为他喜欢她才这样，而高岩觉得喜欢不应该是这个样子。据李悠悠的文章，在此期间沈阳还频繁同其他女生约会、做爱，还对这位女生说他并不喜欢高岩、是高岩主动勾引他的、高岩是精神病，而沈阳的话又被这位女生传了出去，这使得高岩同时承受着性侵和谣言的折磨。高岩曾想休学，但未能成功。李悠悠文中提到，1997年夏天，高岩再也不想与沈阳见面，只想与他最后再谈谈。她约了沈阳在饭馆见面，向沈阳表达了自己的愤怒和不解，要求沈阳尊重自己、尊重别人；但沈阳对她冷嘲热讽，并不承认他的不端行为。高岩气得一口饭也没有吃就愤然离席。
据周树铭说，1996年12月，高岩获得韩国奖学金后曾给家人写下一封遗书，但这封信已经丢失。信中她感谢父母培养，并叮嘱父母一定要把这笔钱取出来花。周树铭说，大二下学期高岩状态越来越差；母亲带她去看医生，医生认为她有忧郁症状，给她开了药，但高岩不想吃。沈阳在高岩生前曾拜访过她家；高石曾在下班回家时撞见沈阳，还不知沈阳何故来访。周树铭回忆，高岩也曾经自杀未遂。周树铭当时下班回家，高岩不开门；周树铭踹开门之后发现高岩正在“不正常地睡觉”，于是将她送往复兴医院。后来她才知道女儿吃了安眠药，女儿告诉她“活着没意思”。1998年3月7日，高岩曾尝试打开燃气自杀，幸而母亲回家时及时发现。《北大中文系1995级系刊》登载的高岩文章《追忆大一似水流年》提到她在大一上下两个学期经历了不同的心境，上半学期“平和、自信、快乐”，下半学期“不间断的焦虑、怀疑、痛苦”，有媒体认为这可能是高岩对此事的唯一记载。
1998年北京大学中文系对沈阳的处分决定的描述与李悠悠所言有出入。据两份决定，1995年8月至1996年5月间沈阳为中文系大一学生讲授现代汉语，与学习委员高岩“接触较多”；1996年5月，沈阳赴香港城市大学访问一年，期间曾与高岩通信联系；1997年1月，沈阳返回北京家中过寒假，高岩来到他家中，希望与沈阳建立恋爱关系，沈阳不愿与高岩恋爱，但回复“那你就算是我的女朋友吧”，并与她搂抱、亲吻。中文系的处分决定中，还提到沈阳事后承认自己所做不妥，但他也是“实出无奈”，因为他觉得高岩精神状态异常，怕出意外才这么做。1997年6月，沈阳自香港返回，与高岩在北大南门见面，宣布不再与她往来。
2017年北京语言大学出版社出版的《甲子学者治学谈》收录了沈阳的回忆文章《一直在路上——六十年人生风景一瞥》，文中沈阳提到1998年北京大学某位女生之死。2018年4月李悠悠的文章刊出后，《新京报》记者采访了沈阳，沈阳声称李悠悠的文章完全是诽谤、胡说，他与高岩没有恋爱，也没有发生性关系；沈阳说，这些事情海淀公安局、北京大学、北京大学中文系都做过调查，都有结论。
1998年3月24日，高岩遗体火化。高岩的追悼会上，沈阳并未到场。高岩死后，母亲曾前往北京大学中文系向沈阳讨要说法，那时距离北京大学百年校庆不远，保安劝她离开。中文系负责人在教务处接待了高岩父母。据高石曾回忆，中文系负责人介绍了三点情况：警方调查认定高岩是自杀、沈阳向学院报告称自己与高岩没有过恋爱关系、中文系愿意为高岩支付停尸费。据高岩父母说，警方曾告知他们，尸检显示高岩已不是处女。

## 指控与回应
2018年4月5日上午、北京大学社会学系1995级本科生、高岩生前的闺蜜李悠悠在豆瓣网上发表《现南京大学文学语言学系主任、长江学者沈阳教授，女生高岩的死真的与你无关吗？》，实名指控沈阳任教北大中文系期间对女生高岩实施性侵，并在事后散播“高岩是神经病”的说法，伤害高岩身心，对高岩之死负有责任。
2018年，多名北京大学学生在网络实名举报沈阳曾在20年前多次性侵北京大学中文系95级女生高岩，并污蔑高岩患有精神病，最终高岩于1998年3月在家中开煤气自杀。
4月5日下午，沈阳通过短信回覆新京报记者，称“当时北大中文系党委和北京海淀警方均有调查和明确结论，根本不存在上述事实”，“上述‘指责’实均为恶意诽谤”，“为此我将保留控告的权利”。在电话采访中，沈阳表示与高岩没发生过性关系，也没谈过恋爱。
4月6日，北京大学、南京大学相继对指控做出回应。北京大学的说明称，经查阅相关材料，二十年前，即1998年3月，北京市公安局西城分局对这一事件作出事实认定，给出调查结果，1998年7月，北京大学对沈阳做出了行政处分；南京大学回应称正在进行研判、密切关注事件进展。当年参与处分的北京大学中文系主任费振刚，接受采访时表示，“我是一个老人，对这个事情有我自己的判断。当年，他是个年轻人，但是从师德讲，这个年轻老师是有问题的。”同时，费振刚教授表示，他当年主张开除沈阳公职，但该建议未被领导采纳。有外界分析认为，沈阳通过高层关系帮沈阳平事。
时任北京大学中文系主任费振刚回忆，1998年北京大学纪委曾开会讨论沈阳一事，决定对沈阳记大过，高岩家属和沈阳均无异议。2018年4月5日晚费振刚接受红星新闻独家采访时说，“他俩发生了男女关系，他（沈阳）是承认的，这也是学校处分他的依据”。4月6日，《中国新闻周刊》采访费振刚时，他表示自己只参与了北京大学纪委召开的关于家长讨论如何处分沈阳的会议，会议决定对沈阳记大过、高岩家属和沈阳均无异议；会上讨论并未涉及性侵，由于适逢北京大学百年校庆，沈阳记大过的原因并未公开；这次采访，费振刚称自己只记得这几件事，并未提到沈阳与高岩的男女关系；采访中，费振刚说，他认为沈阳的师德是有问题的。
4月7日，南京大学文学院就此事做出回应。根据说明，沈阳处于等待核查和调查阶段，在此阶段，停止沈阳从事南京大学文学院的教学工作；另外，沈阳在调动工作中隐瞒事实，相关议论已经严重影响南京大学文学院正常的教学科研秩序和学术声誉，为此南京大学决定，建议沈阳辞去教职。网络消息则称，南京大学本想“维稳”，杜绝负面影响，而文学院院长徐兴无和文学院领导班子以先斩后奏的方式通过建议沈阳辞职的决议。之后，上海师范大学也于同日发表声明，决定即日起终止2017年7月与沈阳签订的校外兼职教师聘任协议。
沈阳的博士导师陆俭明表示，自己并未庇护沈阳，他1997年4月1日前往日本讲学一年直到1998年3月31日，归国之后才知道沈阳的事情；陆俭明回忆，他严肃地告诉沈阳，要他如实向组织交代。一位曾参与沈阳检讨会的北京大学教师回忆，沈阳在会上的检讨与高岩有关。
据北京大学新闻网2018年4月8日的报道，1998年初北京市公安局西城分局治安处重大责任事故调查组对此案进行调查取证，并在同年3月给出事实认定与调查结论，“其中涉及到沈阳行为不当、违反师德”。1998年7月，北京大学中文系决定给予沈阳警告处分，并上报学校批准。随后，中文系召开全系大会，通报了校、系两级处分决定。中文系的处分决定认为，沈阳与女生交往时“态度不够严肃，处理很不慎重”；高岩虽是自杀而死，但沈阳对与她的关系处理不当，给高岩造成强烈刺激，同时“沈阳又没有及时向组织反映自己与高岩交往以及发现高岩精神状态有问题等情况，以争取组织的帮助”，导致严重后果，影响极坏。北京大学的处分书认定沈阳与女生交往中行为不当，违反了《中华人民共和国教师法》。
4月8日，北京大学教师职业道德和纪律委员会召开会议，出示了当年对沈阳予以警告处分的决定，文件称，1997年1月高岩到沈阳住处，要求与他确立恋爱关系，沈阳然后与高岩拥抱、接吻，对高岩说“那你就算是我女朋友吧”，数月后又宣布与高岩终止交往，高岩于次年自杀。同日，南京大学文学院前任院长丁帆接受采访表示：沈阳在自传中提及的关于调入南大的过程有多处美化，是“自我标榜”，并不存在“撤下其他人”优先让沈阳申报长江学者一说，也不存在以申报长江学者“挖角”一事。
4月10日上午，财新网报道《一女生实名指控曾受沈阳性骚扰》，自述是北京林业大学2004级外语国学院研究生的许红云在2006年冬天遭遇沈阳性骚扰。报道发出后不久即被财新网删除。
2018年底，中国教育部在接受有关撤销南京大学梁莹青年长江学者称号的采访时，提到教育部已经因为师德问题，撤销了南京大学沈阳的长江学者称号。

## 后续事件
4月23日，北京大学外国语学院2014级本科生岳昕在自媒体发表题为《致北京大学师生和北大外国语学院的一封公开信》 署名文章，称其因参与“要求北京大学公开沈阳性侵案信息”，连日来不断受到北京大学校方施压，严重影响日常学习和生活，被迫滞留家中无法返校，其母亲因为校方施压而情绪崩溃，令母女关系紧张。她发文要求北京大学校方立即停止施压，并消除此事带来的一切不良影响。无奈消息一经发出，立刻被自媒体运营方屏蔽，但有中国用户将《公开信》发布到了以太坊区块链与GitHub，以对抗网络信息删除和封杀。下午，北京大学外国语学院发布《情况说明》作回应。外国语学院辅导员王艳超在北大未名回应事件，但其因未正面回应而受到质疑。当晚，北大三角地宣传栏上出现了署名“湖底群魂”的匿名抗议海报。海报很快被校方撤下，大陆各大网站对此的讨论也被封杀。
4月24日，《人民日报》发表评论员文章《如何聆听“年轻的声音”？》，对岳昕事件进行点评。文章称“学校和学生不是对立关系”，学校和学生“追求公平公开的目标是统一的”，学生工作“必须以学生为中心，关爱学生、尊重学生、服务学生”。

## 相关
- 邱庆枫事件
- Me Too